# Cyrtandra ciliata
Cyrtandra ciliata är en tvåhjärtbladig växtart som beskrevs av Berthold Carl Seemann. Cyrtandra ciliata ingår i släktet Cyrtandra och familjen Gesneriaceae. Inga underarter finns listade i Catalogue of Life.